# A csodálatos mandarin
A csodálatos mandarin (Op. 19., BB 82) Bartók Béla balettzenéje, amelyet a szerző csak „egyfelvonásos pantomimnak” nevezett (Sz 73, BB 82).

## Megírásának története, cselekmény
Bartók 1917-ben egy folyóiratban bukkant rá Lengyel Menyhért történetére (amely eredetileg a Gyagilev-balett számára készült 1912-ben), és az ezt követő évben írta meg balettjét.
Egy 1919-es beszélgetésben A csodálatos mandarin általa „csodálatosan szépnek” titulált cselekményét Bartók következőképpen fogalmazta meg: „Egy apacstanyán három apacs kényszerít egy fiatal leányt, hogy csábítson fel férfiakat magához, akiket ők aztán kirabolnak. Az első egy szegény legény, a második sem különb, de a harmadik egy gazdag kínai. A fogás jó, a leány tánccal mulattatja, és a mandarinban felébred a vágy, a szerelem hevesen fellobban benne, de a leány irtózik tőle. Az apacsok megtámadják, kifosztják, a dunyhába fojtják, karddal szúrják keresztül, majd felakasztják, mindhiába, a mandarinnal nem bírnak, szerelmes és vágyakozó szemekkel néz a leányra. Az asszonyi invenció segít, a leány eleget tesz a mandarin kívánságának, mire az holtan, élettelenül terül el.” Bartók számára nem a nyersen realista történet volt fontos, hanem a benne rejlő humánum: a nagyvárosi lét, a mindennapi élet által elnyomott emberi lélek szenvedése s e szenvedés megváltása, amely csak a szerelemben lehetséges.
A történet elolvasásához képest néhány hónapon belül a kompozíció egyes részletei készen álltak. A tényleges komponálást csak 1918 őszén kezdte meg Bartók, s bár 1919 májusára befejezte a művet, a hangszereléssel csak 1924-re végzett.

## Előadások

### Bemutató
A művet 1926-ban, Kölnben mutatták be emlékezetes botrány mellett. A hatóság és közvélemény felháborodott tiltakozása követte az „erkölcstelen” darab ellen. Ezt az idegenkedést a szövegkönyv akkortájt szokatlanul kemény szókimondása éppúgy kiválthatta, mint a zene ezzel adekvát keserűsége, élessége. Köln főpolgármestere, Konrad Adenauer amúgy feltehetőleg nem a különös harsonaállások, hanem az orgazmus nyílt színi bemutatása miatt tiltotta be a premiert követő előadásokat. A darabnak később is sok nehézsége volt a hatóságokkal és közönséggel itthon és külföldön. A sors iróniája, hogy a Mandarin Bartók egyik legkedvesebb műve volt, és más műveit háttérbe szorítva szorgalmazta előadását.

### Későbbi nevezetes előadások
- Első magyar koreográfia: Milloss Aurél, 1942, Milanói Scala, vezényel Ferencsik János.

- Első magyarországi előadás: Harangozó Gyula, 1945, Főváros Dalszínház. A koreográfia a történetet kényszerűségből elferdítette, távol-keleti környezetbe helyezte. (Korábban 1931-ben és 1941-ben próbálták Budapesten színre vinni, de a cenzúra nem engedte.)

- Első hazai előadás eredeti szövegkönyv szerint: Lőrinc György, 1949, Szegedi Nemzeti Színház (Bartos Irén, Ősi János).

- Nevezetesebb hazai előadások:
  - Harangozó Gyula, 1956, Magyar Állami Operaház. Sok éven keresztül ment, a budapesti balettegyüttes bejárta vele a világot. A lányt táncolták például Lakatos Gabriella, Szumrák Vera, Kun Zsuzsa, Pártay Lilla, Hágai Katalin, a Mandarint Vashegyi Ernő, Fülöp Viktor, Róna Viktor és Havas Ferenc.,
  - Seregi László, 1970, 1981, Magyar Állami Operaház.
  - Eck Imre, 1965, 1987, Pécsi Balett (Bretus Mária, Eck Imre).
  - Markó Iván, 1981, Győri Balett (Ladányi Andrea, Markó Iván).
  - Fodor Antal, 1984, Magyar Állami Operaház.
  - Bozsik Yvette, 1995, Katona József Színház; 2000, film. Rendezte Mészáros Márta (Bozsik Yvette, Zhang Yu Jun).
  - Juronics Tamás, 1999, Szegedi Kortárs Balett. Horváth Csaba, 2005, Közép-Európa Táncszínház. (A bemutatót követően a Bartók-örökösök letiltották a zenét, így később már zene nélkül adták elő, Mandarin címmel; Ladányi Andrea, Horváth Csaba).
  - Duda Éva, 2023 - Duda Éva Társulat a Budapesti Fesztiválzenekar közreműködőjeként, a Müpa Budapestben került bemutatásra.

### Szvit
A táncjátékból Bartók zenekari szvitet készített, ennek zenéje a történést csak a hajszáig követi nyomon. A szvitet 1928-ban a Budapesti Filharmonikusok mutatták be.

## Zenéje
Ebben a műben a tonális kötöttségek alól felszabadított disszonancia teljes mértékben a kifejezés szolgálatában áll. Van benne sok hangszerelési újdonság is:
- A fúvós hangszerek glissandói
- Az ütőhangszerek előtérbe lépése
- A vonóskar vadul ritmikus, pulzáló kezelése.

## Autográf anyagok
- Folyamatvázlat (a „Hajsza”-jelenettől végig): Fekete zsebkönyv (Bartók Archívum, Budapest: BH206) fol. 15r–24v.
- Particella-fogalmazvány (részben hangszerelést előkészítő jegyzetekkel); befejezés-variánsok, részvázlatok a hangszereléshez (Bartók Péter gyűjteménye: 49PS1).
- Autográf partitúra, a Suite befejezés is, az új befejezés fogalmazványa és tisztázata (Bartók Péter gyűjteménye: 49FSFC1–2)
- Partitúramásolat a budapesti Operaháznak, Pásztory Ditta és Ziegler Márta írása, Bartók kiegészítéseivel (Bartók Archívum, Budapest: 2165)
- Operaházi partitúramásolat, O. Chamouk kopista írása, 1925, az 1931-es befejezés is (Bartók Archívum, Budapest: 2154)
- A szvit Universal Edition 8909 litografált partitúrakiadásának (1927) javított példánya (ifj. Bartók Béla archívuma)
- Zongora 2 kezes betanító példány a budapesti Operaháznak, Bartók (1–2. pp.) és Márta írása, Ditta kiegészítéseivel (BBA 2155; az eredeti befejezés: BBA BH217).

### Négykezes zongorakivonat
- Autográf másolat (hangszerelést előkészítő jegyzetekkel) (Bartók Péter archívuma: 49TPPS1)
- 2 mutatványoldal autográf tisztázata, fakszimile kiadása: Nyugat, 1923 (az eredeti lappang)
- Másolat, Ditta és Márta írása Bartók kiegészítéseivel, c1923, az UE 7706 első kiadás (1925) metszőpéldánya, (Bartók Péter gyűjteménye: 49TPPFC1)
- Az UE elsőkiadás javítópéldánya, 1 oldal autográf kiegészítéssel (a szvit-forma befejezésének négykezes előadásához), az új befejezést előkészítő jegyzetekkel (ifj. Bartók Béla gyűjteménye)